# Teriberka
Teriberka (en russe : Териберка) est un village de l'oblast de Mourmansk à l'extrême nord-ouest de la Russie, dépendant administrativement du raïon de Kola. Sa population s'élevait à 957 habitants en 2010. Il doit son nom au fleuve côtier du même nom.

## Géographie
Teriberka est située sur la côte de la mer de Barents, à l'embouchure de la Teriberka.

## Histoire

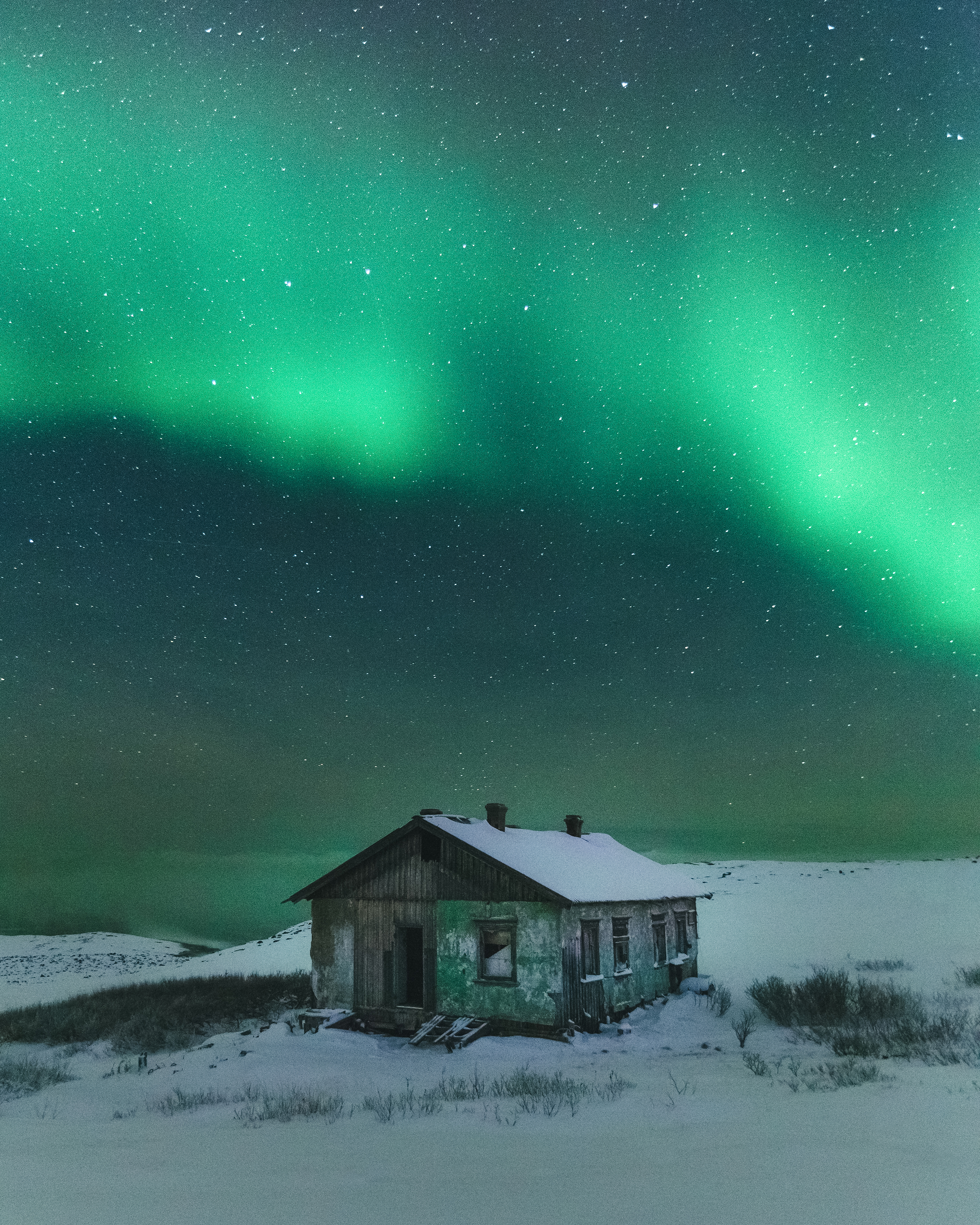
Station météorologique abandonnée sous une aurore polaire à Teriberka. Octobre 2019.

Teriberka fut mentionné la première fois vers 1523 comme lieu de peuplement. Des témoins de cette période confirmèrent l'apparition de colons permanents russes. Toutefois, selon d'autres sources, elle fut fondée dans les années 1860, la décennie où la côte de Mourman fut activement colonisée.
À la fin du XIXe siècle, elle s'était bien développée, disposant d’une église, d’un phare et d’une station météo (la première sur la côte de Mourmansk). Le tout au bord d'un petit lac intérieur. Les noms des points géographiques remarquables de la région, tels que le cap Deploranski, ou l'embouchure de Zavalichine, et d'autres se rapportent à la grande expédition, commandée autrefois par Pierre le Grand.
Au début du XXe siècle, Teriberka disposait d’une industrie de la morue et de pêche aux requins bien développé (entreprises principalement par les Norvégiens) et possédait une usine et un entrepôt. À la fin des années 1920, la première ferme collective fut organisée dans le village, elle incluait une ferme laitière et un troupeau de rennes en plus des bateaux de pêche.
Avant la Seconde Guerre mondiale, les pêcheurs et les kolkhoziens des exploitations laitières de la ferme collective furent honorés à plusieurs reprises pour leurs réalisations et furent envoyés à la VDNKh de Moscou. La construction d’un chantier naval au village de Lioudeïny commença à la même époque.
Teriberka se développa rapidement après la guerre. Dans les années 1940 et 1960, il y avait deux fermes de pêche, deux fermes laitières, un élevage de volailles, un troupeau de rennes de 2 000 têtes, une ferme d'élevage de visons d'Amérique, et deux installations de transformation du poisson dans le village, ainsi que des magasins et des entrepôts de la base de la mer Blanche de type « Goslov » (organisation de travailleurs qualifiés financée par le gouvernement). Les installations de réparation du chantier naval travaillaient à leur pleine capacité et furent agrandies. La construction de logements allait bon train. Le village avait un stade, un centre communautaire, des clubs d’ouvriers du chantier naval, un centre de traitement du poisson, un club des Jeunes Pionniers, deux écoles (primaire et secondaire), un pensionnat pour les enfants des villages côtiers, un hôpital interne et un hôpital ambulatoire, et un service d'ambulance.
Teriberka devint le chef-lieu administratif d'un raïon (district administratif), grandit et se développa à un rythme très rapide. En 1959, le village atteint le maximum de sa population avec 4 762 habitants.
Le déclin commença dans les années 1960, lorsque l'administration du district fut transférée à la juridiction de la ville de Severomorsk. Le tonnage des navires augmenta et les flottes de pêche purent se rendre plus facilement loin des côtes, en conséquence l'activité de pêche côtière devint moins importante. Un nouveau complexe de transformation du poisson à Mourmansk fit péricliter les petits établissements de transformation de Teriberka.
Pendant le processus de « l'expansion », le kolkhoze « Mourmanets » fut aboli avec son élevage de visons. La base de la mer Blanche fit faillite, le troupeau de rennes fut transféré au village de Lovozero, et l'usine de transformation du poisson fut fermée, parce que les grands navires de pêche étaient trop importants pour passer de l’océan à la Teriberka.
Dans les années 1980, la construction de centrales hydrolélectriques sur la Teriberka, provoqua la destruction du lieu où naissaient un grand nombre de saumons locaux. Dans les années 2000, le village ne fut plus placé sous la dépendance administrative de Severomorsk, mais fut subordonné au raïon de Kola.
Aujourd'hui les trois quarts du villages sont abandonnés avec des immeubles en ruines, et petit à petit la nature reprend ses droits dans un paysage côtier de granite de grande beauté.
Le village a servi de décor pour le film Léviathan sorti en 2014.

## Source
- (ru) Cet article est partiellement ou en totalité issu de l’article de Wikipédia en russe intitulé « Териберка (село) » (voir la liste des auteurs).